# Shanxi

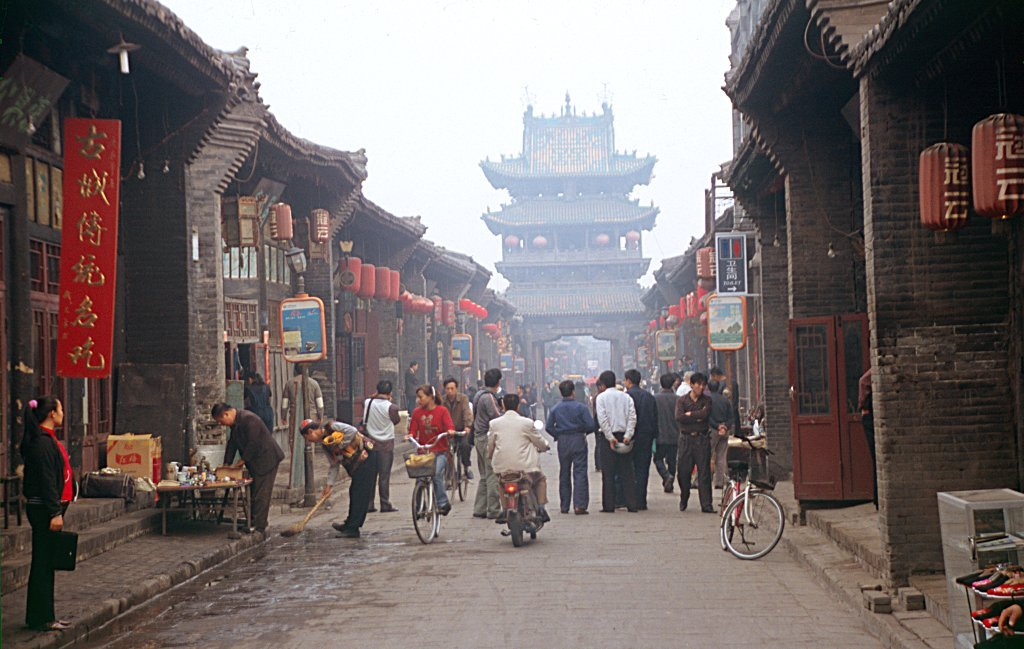
Straat in het oude centrum van Pingyao

Shanxi (uitspraakⓘ) is een Chinese provincie ten zuiden van hoofdstad Peking.
De hoofdstad van Shanxi is Taiyuan. Het is niet te verwarren met de aangrenzende provincie Shaanxi.

## Economie
Tarwe, maïs, graan en aardappelen zijn de belangrijkste landbouwproducten in Shanxi. De groei wordt echter beperkt door het koude en droge klimaat en de dalende watervoorraad.
Shanxi bevat ongeveer een derde van de totale Chinese steenkoolvoorraad, en is daardoor het belangrijkste steenkoolgebied in China. Belangrijke velden liggen bij Datong, Hedong, Qinshui en Xishan. Daarnaast zit er ook een derde van alle Chinese bauxiet in de grond. De grondstoffen worden verwerkt in de zware industrie, waardoor de provincie een van de meest vervuilde is van China.

## Cultuur
De best bewaard gebleven omwalde stad van China ligt in Shanxi: Pingyao staat op de UNESCO werelderfgoedlijst.

## Aangrenzende provincies
| Aangrenzende provincies | Aangrenzende provincies | Aangrenzende provincies | Aangrenzende provincies | Aangrenzende provincies |
| ----------------------- | ----------------------- | ----------------------- | ----------------------- | ----------------------- |
|                         |                         | Binnen-Mongolië         |                         |                         |
|                         |                         |                         |                         |                         |
| Shaanxi                 | Hebei                   |                         |                         |                         |
|                         |                         |                         |                         |                         |
|                         |                         | Henan                   |                         |                         |

## Bestuurlijke indeling
De bestuurlijke indeling van Shanxi ziet er als volgt uit:
|                  |          |        |              |  |  |  |  |
| Nr.              | Naam     | Hanzi  | Hanyu Pinyin |  |  |  |  |
| Stadsprefecturen |          |        |              |  |  |  |  |
| 1                | Taiyuan  | 太原市 | Tàiyuán Shì  |  |  |  |  |
| 2                | Changzhi | 长治市 | Chángzhì Shì |  |  |  |  |
| 3                | Datong   | 大同市 | Dàtóng Shì   |  |  |  |  |
| 4                | Jincheng | 晋城市 | Jìnchéng Shì |  |  |  |  |
| 5                | Jinzhong | 晋中市 | Jìnzhōng Shì |  |  |  |  |
| 6                | Linfen   | 临汾市 | Línfén Shì   |  |  |  |  |
| 7                | Lüliang  | 吕梁市 | Lǚliáng Shì  |  |  |  |  |
| 8                | Shuozhou | 朔州市 | Shuòzhōu Shì |  |  |  |  |
| 9                | Xinzhou  | 忻州市 | Xīnzhōu Shì  |  |  |  |  |
| 10               | Yangquan | 阳泉市 | Yángquán Shì |  |  |  |  |
| 11               | Yuncheng | 运城市 | Yùnchéng Shì |  |  |  |  |

## Steden in provincie Shanxi
- Datong (met Heiliushui en Nanjiao)
- Gaoping
- Hedi (met Renjiayu)
- Hejin
- Houma
- Huozhou
- Jiexiu
- Lishi
- Lucheng
- Shuozhou
- Taiyuan (hoofdstad)
- Xiaoyi
- Yangquan
- Yongji
- Yuanping